# 343981 Oppenheim
343981 Oppenheim este o planetă minoră (asteroid) din centura de asteroizi. A fost descoperită pe 7 martie 2010 la Hans-Ludwig-Neumann-Sternwarte⁠(d) de Stefan Karge⁠(d) și a fost numită după Moritz N. Oppenheim⁠(d). 
Obiectul prezintă o orbită caracterizată de o semiaxă mare de 2,9334258175679 UAi, o excentricitate de 0,10759055862115, o înclinație de 9,8545280251807 ° în raport cu ecliptica.